# Időszaki lap
Az időszaki lap a sajtó egyik típusa. A sajtóról szóló, többször módosított 1986. évi II. törvény meghatározása szerint:
„időszaki lap:
- az a napilap, folyóirat és egyéb lap, valamint ezek melléklete,
- amely egy naptári évben legalább egyszer megjelenik, azonos címmel és tárgykörrel kerül kiadásra, évfolyamszámmal, sorszámmal, keltezéssel van ellátva,
- és akár eredeti szerzői alkotásként, akár átvett fordításként az újságírói, az írói vagy a tudományos műfaj körébe tartozó írásművet (hírt, tudósítást, cikket, riportot, tanulmányt, verset, elbeszélést stb.), fényképet, grafikát, karikatúrát vagy rejtvényt közöl.”